# Universidad Nacional de La Plata
Die Universidad Nacional de La Plata (UNLP) (deutsch: Nationale Universität La Plata) ist eine 1905 gegründete Universität in der argentinischen Stadt La Plata.

## Geschichte
Bald nach Gründung der Stadt La Plata im Jahr 1882 erkannte man die Notwendigkeit einer Hochschule, sodass 1897 beschlossen wurde, eine Universität zu gründen. Der Aufbau der Universität wurde wesentlich von Joaquín Victor González vorangetrieben, der im März 1906 zum ersten Präsidenten ernannt wurde.
Zur Universität gehört mehr als ein Dutzend Museen, unter anderem auch das Naturkundemuseum und das Forschungsinstitut La-Plata-Museum. Im Jahr 1997 wurden die Museen vernetzt. Seitdem wurden dort neun weitere Museen angeschlossen.
Die Universität erhielt seit ihrer Gründung zeitgleich mit der wachsenden Stadtbevölkerung stetig steigenden Zulauf an Studierenden. 2011 waren 98.954 Studenten eingeschrieben.

## Fakultäten

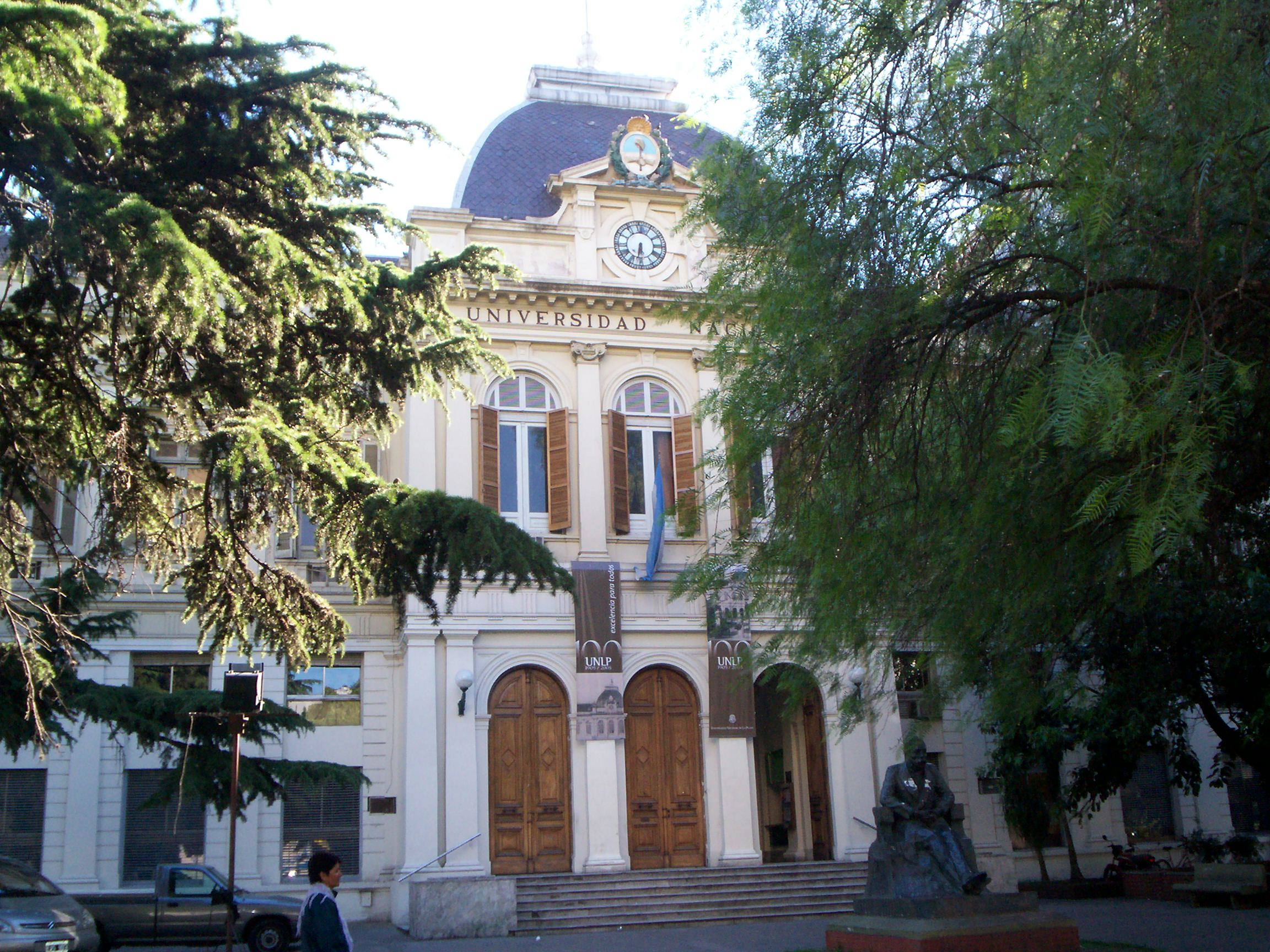
Bild des Haupteingangs (2005)

Die Universität bietet an ihren Fakultäten insgesamt über 100 Studiengänge und -abschlüsse an:
- Agrarwissenschaften und Forstwirtschaft
- Architektur und Städtebau
- Astronomie und Geophysik
- Geisteswissenschaften und Erziehungswissenschaften
- Informatik
- Ingenieurwissenschaften
- Journalismus
- Kunst
- Medizin
- Naturwissenschaften
- Psychologie
- Rechts- und Sozialwissenschaften
- Soziale Arbeit
- Veterinärmedizin
- Wirtschaftswissenschaften
- Zahnmedizin